# Wilhelm Dindorf
Karl Wilhelm Dindorf, född den 2 januari 1802 i Leipzig, död där den 1 augusti 1883, var en tysk filolog, son till Gottlieb Immanuel Dindorf, bror till Ludwig Dindorf.
Dindorf var mellan 1828 och 1833 extra ordinarie professor i litteraturhistoria i sin födelsestad. Därefter ägnade han sig helt åt sin litterära verksamhet. Han utgav värdefulla och ofta omtryckta moderna textkritiska upplagor av ett flertal grekiska författare.